# Falcondoiet
Het mineraal falcondoiet (ook: garnieriet) is een gehydrateerd nikkel-magnesium-silicaat met de chemische formule Ni3MgSi6O15(OH)2·6(H2O). Het fylosilicaat behoort tot de mica's.

## Eigenschappen
Het doorschijnend geelgroen tot groene falcondoiet heeft een witte streepkleur en een duidelijke splijting volgens een onbekend kristalvlak. De gemiddelde dichtheid is 2,54 en de hardheid is 2 tot 3. Het kristalstelsel is orthorombisch en het mineraal is niet radioactief.

## Naamgeving
Het mineraal is genoemd naar de Falconbridge Dominica mijn waar zich de typelocatie bevindt.

## Voorkomen
Het mineraal falcondoiet komt met name voor in lateriet-afzettingen. De typelocatie is de Loma Peruera lateriet afzetting in Bonao, Dominicaanse Republiek. Het wordt ook gevonden in Riddle, Douglas county, Oregon, Verenigde Staten.